# Oude Vrouwenhuis (Hoorn)
Het Oude Vrouwenhuis in de Noord-Hollandse plaats Hoorn was een hofje voor oudere dames. Het hofje bevond zich op het terrein, en in een aantal gebouwen van, het voormalige Geertenklooster. Van het Oude Vrouwenhuis bestaan nog twee delen, te weten een deel van de noordelijke vleugel en een poortje aan het Kerkplein. Aan de Nieuwstraat staat nog een poortje dat toegang gaf tot een pad over het kloosterterrein, dit pad werd later de Wisselstraat.

## Geschiedenis
Op het terrein tussen het Kerkplein, de Nieuwstraat, Muntstraat en Gravenstraat stond ooit het Geertenklooster. Dit klooster werd rond 1404 gebouwd en bleef tot de Reformatie in gebruik. In 1606 brak er brand uit in het complex, waarna er tussen 1606 en 1610 nieuwbouw werd gepleegd. In een aantal van de bouwdelen werd het Oude Vrouwenhuis gesticht. Een aantal delen van dit tehuis maakten gebruik van de kloostergebouwen die de brand overleefd hadden, maar er werden dus ook nieuwe delen gebouwd. Aan de noordzijde van het Kerkplein staat nog een van de toegangspoorten van het Oude Vrouwenhuis. Op dit poortje zitten twee vrouwenbeelden ruggelings naast elkaar, met tussen hen in het wapen van Hoorn. Het poortje staat ook bekend als het Oude Vrouwenpoortje. Aan de andere kant van de binnentuin, aan de Wisselstraat, staat de Kloosterpoort. Deze is verwerkt in een gevelwand dat nog resteert van het Oude Vrouwenhuis. In deze vleugel was de eetzaal van het Oude Vrouwenhuis gevestigd. Deze zaal bestaat tot op heden en wordt sinds 2003 beheerd door Vereniging Hendrick de Keyser.
Het tehuis bestond uit twee naast elkaar gelegen bouwdelen, met er tussen een binnentuin. De vleugel die aan het hedendaagse Kerkplein stond, is gesloopt. De vleugel aan de hedendaagse Wisselstraat was groter, de woningen van de vrouwen zijn in de loop der tijden gesloopt. Het resterende deel van de vleugel heeft na het opheffen van het Oude Vrouwenhuis, in 1639, nog 250 jaar gefungeerd als Bank van Lening. Sinds de jaren 70 van de 20e eeuw is het gedeeltelijk in gebruik bij de Openbare Bibliotheek. Deze leeszaal bevat een zware balkenzoldering. De balken worden ondersteund door gebeeldhouwde consoles, waarop het stadswapen is afgebeeld.
Om in het hofje te mogen komen wonen, moest een vrouw afkomstig zijn uit Hoorn. Een aantal van de bewoonsters waren behoeftige vrouwen, maar de meeste waren proveniersters of zogenaamde kostkoopers. Deze proveniersters en kostkoopers hadden zich voor een eenmalig geldbedrag levenslang ingekocht. Het hofje werd in 1639 opgeheven. Alle vrouwen die nog in het hofje woonden, kregen een nieuwe woning in het Oude Mannen en Vrouwenhuis aan het Dal. De oostelijke vleugel van het oude hofje werd verbouwd tot Bank van Lening. Vanaf 1683 had Pieter Gallis de Bank van Lening in pacht. Zijn erven namen het na zijn dood over en bleven tot in de 18e eeuw de bank pachten. Voor de Bank van Lening waren verschillende kamers in gebruik, waaronder een kantoor, toonkamer en op de verdieping ook verschillende opslagkamers voor de voorwerpen die wel beleend waren, maar nog niet verkocht mochten worden. Er was ook een regentenkamer, met haard.
In de jaren 60 van de 19e eeuw werd weer een deel gesloopt. Nu werd met het geld van het voormalige Sint Jans Gasthuis een nieuw ziekenhuis gebouwd, gedeeltelijk op de plek van de Bank van Lening gesloopt en vervangen door het nieuwe gebouw. In 1885 werd de bank gesloten en maakte het plaats voor de bibliotheek, een zang- en muziekschool en bijhorende conciërgewoning. Delen van het pand kregen ook nog andere gemeentelijke functie, maar in 1976 werd het geheel, op de huidige vleugel na, gesloopt voor een moderne en grotere bibliotheek. Van 1999 tot en met 2009 werd een deel in gebruik genomen als Museum Turkije-Nederland. De vleugel werd in 2003 overgedragen aan Vereniging Henderick de Keyser, die liet het pand in 2005 restaureren. Bij deze restauratie is geprobeerd om de indeling van de Bank van Lening terug te brengen. Deze was aanzienlijk gewijzigd gedurende de periode dat het pand als muziekschool gebruikt werd.
Het Oude Vrouwenhuis werd tegelijkertijd met de Hoofdtoren, Oosterpoort, Sint Jans Gasthuis en de Waag overgedragen aan Vereniging Hendrick de Keyser. Het Oude Vrouwenhuis was tot het moment van overdracht altijd in eigendom van de stad Hoorn geweest.

## Omschrijving van het pand
De drie nog bestaande onderdelen zijn de Oude Vrouwenpoort, het poortje in de Nieuwstraat en een deel van de noordelijke vleugel. De drie onderdelen staan los van elkaar en zijn via stegen (Wisselstraat en Kloosterpoort) met elkaar verbonden. De drie zijn los van elkaar aangewezen als rijksmonument. Alleen een derde poortje, de Kloosterpoort, maakt onderdeel uit van het nog bestaande vleugeldeel en is ook een rijksmonument.
De noordvleugel bestond ooit uit 12 cellen (eenkamerwoningen), een eetzaal, keuken en spijskamer, morskeuken en een regentenkamer. Het deel waar de cellen zich bevonden is gesloopt, het deel van de eetzaal bestaat nog en vormt sinds de jaren 1970 de leeszaal van de bibliotheek. De vleugel met de regentenkamer, keuken en morskeuken is eveneens gesloopt, dit gebeurde in 1862 om ruimte te maken voor het Stadsziekenhuis. De vleugel was volgens een tekening van Velius (1615) vrij gesloten naar de straat en juist open naar de binnentuin toe.
Het nog bestaande deel van het pand is opgedeeld in verschillende bouwdelen, waaronder een hoger kopgebouw aan de oostelijke zijde van het gebouw en een langgerekt tweebeukig deel in het westen met als uiteinde daar de Kloosterpoort. In de binnentuin (de Kloostersteeg) bevindt zich ook nog een woning. In het kopgebouw bevindt zich een 5 meter hoge zaal, dit is mogelijk de oude eetzaal van het Oude Vrouwenhuis. Het vertrek bevindt zich ook in een hoger deel van het gebouw, wat aan de Wisselstraatzijde ook duidelijk zichtbaar is doordat de vensters hier, deels gereconstrueerde, kruisvensters zijn. Mogelijk werden deze drie kruisvensters reeds in 1606 in het bestek genoemd. Zij staan allemaal onder een houten puibalk. De verdiepingsbalken in het vertrek, de leeszaal van de bibliotheek, liggen hier op natuurstenen consoles waarin het stadswapen is gehakt. De houten vloeren bestaan uit een enkele houten balklaag. De kapconstructie is gemaakt van zwaar eiken. Deze eiken constructie, bestaande uit krommers en korbelen is voorzien van telmerken. In het bestek uit 1606 werden ook een lange, twee korte banken en een grote tafel op schragen genoemd die in de zaal stonden.
Het kopgebouw heeft aan de binnentuinzijde een aparte woning. De balkenvloeren steunen hier op ojiefvormige consoles. De woning is onderkelderd en heeft een opkamer. In deze kamer staat nog een open haard uit de 18e eeuw en het venster is een kruisvenster met accoladebogen. De verdieping en de kap zijn afkomstig van een gesloopt 17e-eeuws pand dat naast dit pand in de binnentuin stond.
Het lagere bouwdeel is niet meer in originele staat. Zowel het interieur als het exterieur zijn gevormd door vele verbouwingen. De vensters bevatten schuiframen en op de verdiepingen zijn het kozijnen met twee ramen, met elk 8 ruiten.
Naast dit lagere deel, en onder hetzelfde dak, geeft de Kloosterpoort toegang tot de gelijknamige steeg en binnentuin. In het fries geeft het jaartal 1606 het bouwjaar aan. Hierboven is een nieuwe steen geplaatst, omdat de oude zo zwaar verweerd was, dat er niks meer aan af te lezen was.